# Jaguarão (község)
Jaguarão (portugál kiejtéssel: [ʒaɡwɐˈɾɐ̃w̃]) község (município) Brazíliában, Rio Grande do Sul államban, a Brazília és Uruguay között határt képező Jaguarão folyó partján. Lakosságát 2020-ban 26 500 főre becsülték, területe 2052 km2.

## Nevének eredete
A leginkább valószínű magyarázat, hogy a folyót és a községet a jagua-ru legendás szörnyről nevezték el, mely a guarani mondákban tigrisfejű, fókatestű lényként jelenik meg. Ezt ábrázolja a község címere is.

## Földrajza
A 32º33'58" déli szélességi kör és az 53º22'33" nyugati hosszúsági kör metszésénél, 26 méter tengerszint feletti magasságban található.
Az Országos Meteorológiai Intézet (INMET) 2007 januárja óta üzemelő automatikus meteorológiai állomásának adatai szerint Jaguarão legalacsonyabb hőmérséklete 2007. július 30-án -2,6 °C volt, a legmagasabb 2013. december 26-án 40,4 °C. A legalacsonyabb relatív páratartalom-index (URA) 2010. december 25-én mindössze 12% volt. A legnagyobb széllökést 2015. augusztus 18-án regisztrálták, mely elérte a 32 m/s-ot (115,2 km/h).

## Története
A település eredete a Guarda da Lagoa e do Cerrito spanyol erőd alapításához köthető, mely a folyóparti Cerro da Pólvora nevű helyen volt. A spanyol–portugál konfliktusoknak köszönhetően 1802-től portugál sereg állomásozott itt Marques de Sousa ezredes vezetésével. A sereg visszavonulása után a hátramaradt 200 határőr települést alapított (a mai Jaguarão elődjét), melyet 1812-ben egyházközséggé (Divino Espírito Santo do Cerrito), 1832-ben községgé nyilvánítottak (Vila de Jaguarão), székhelyét pedig 1855. november 23-án városi rangra emelték.
Határmenti elhelyezkedése miatt többször volt harcok színhelye. 1832-ben a Farroupilha-felkelés egyik színhelye volt, 1865. január 27-én pedig egy brazil győzelemmel végződő brazil–uruguayi csata zajlott itt. 1893-ban egy újabb polgári felkelés rázta meg a helyet.
Itt alapította Pedro Bernardino de Moura két újságját, az 1855–1857 közt publikált O Jaguarensét és a hosszabb életű, 1855–1934 közt publikált Eco do Sult. Ugyanebben az időszakban, 1879-ben itt kötött házasságot a lapban is publikáló Lobo da Costa brazil író, újságíró Carolina Augusta Carnal-lal.
A helyi labdarúgócsapatot 1945. szeptember 18-án alapították Navegantes Futebol Clube néven. Stadionjuk a Claudino de Almeida Neves nevet viseli. Színük kék-fehér. Jelenleg amatőr csapat. 
Innen Jaguarãóból, a João Pessoa nevét viselő utcából indult 1952-ben a Paraíso szupermarketlánc is, melynek ma már a 3. generáció a tulajdonosa, és több, mint 300 alkalmazottal működik Dél-Brazíliában.

## Leírása
1832-ben függetlenedett Rio Grande községtől. Lakosainak száma 2020-as becslés szerint 26 500. Átlagos tengerszint feletti magassága 26 méter. Az uruguayi Rio Brancóval az 1927–1930 közt épült Irineu Evangelista de Sousa-ról elnevezett Barão de Mauá híd köti össze, mely 2113 méter hosszú és 340 méteren ível át a folyó felett. A híd brazil oldala egyben határőrség is, míg hosszabb részen az uruguayi oldal nádasán át kanyarodik. A híd közepén egy táblát helyeztek el 1990. december 22-én a 60. évfordulóra, portugál és spanyol nyelven.
A község a Jaguarão mikrorégió névadó települése, melynek tagjai még Herval és Arroio Grande. A Jaguarão mikrorégió a Sudeste Rio-Grandense mezorégióban található, Rio Grande do Sul államban, mely Brazília legdélibb állama.   
Gazdaságára főként a mezőgazdaság jellemző, abban is a rizs termesztése. Illetve az arra épülő kereskedelem, hogy a város hasonlóan kedvelt turista célpontja a határmenti látogatóknak, akár a szintén Rio Grande do Sul államban található Santana do Livramento. Naponta indulnak oda-vissza buszok Montevideóból ide, köszönhetően annak is, hogy az un. Mercosur útvonalon található, mely a legrövidebb Porto Alegre és Montevideo között.. Egész évben tartanak különféle rendezvényeket, kiemelten hangsúlyt fektetve január 27-re, arra az időpontra, amely Jaguarão számára a „hősi város” (Cidade Heróica) nevet adta 1865-ben. Rio Grande do Sul állam déli részén az egyik legnagyobb karneváli helyszínnek számít.

## Híres személyek
- Itt született 1916-ban Edu da Gaita (eredeti nevén Eduardo Nadruz) színész († 1982)
- Itt hunyt el 1933-ban, 82 éves korában Carlos Barbosa Gonçalves orvos, Rio Grande do Sul állam kormányzója 1908 és 1913 között[14][15]
- Itt született 1934-ben Aldyr Schlee író, újságíró, fordító, a brazil és az uruguayi válogatott mezének tervezője († 2018)[16]
- Itt született 1957-ben Lau Siqueira író, újságíró, költő.[17][18]
- Itt született 1996-ban Wellington Pereira Abreu labdarúgó-középpályás[19]
- Itt született 2001-ben Lucas Gabriel Monzón Lemos labdarúgó-hátvéd, uruguayi utánpótlás-válogatott[20][21]

## Képek

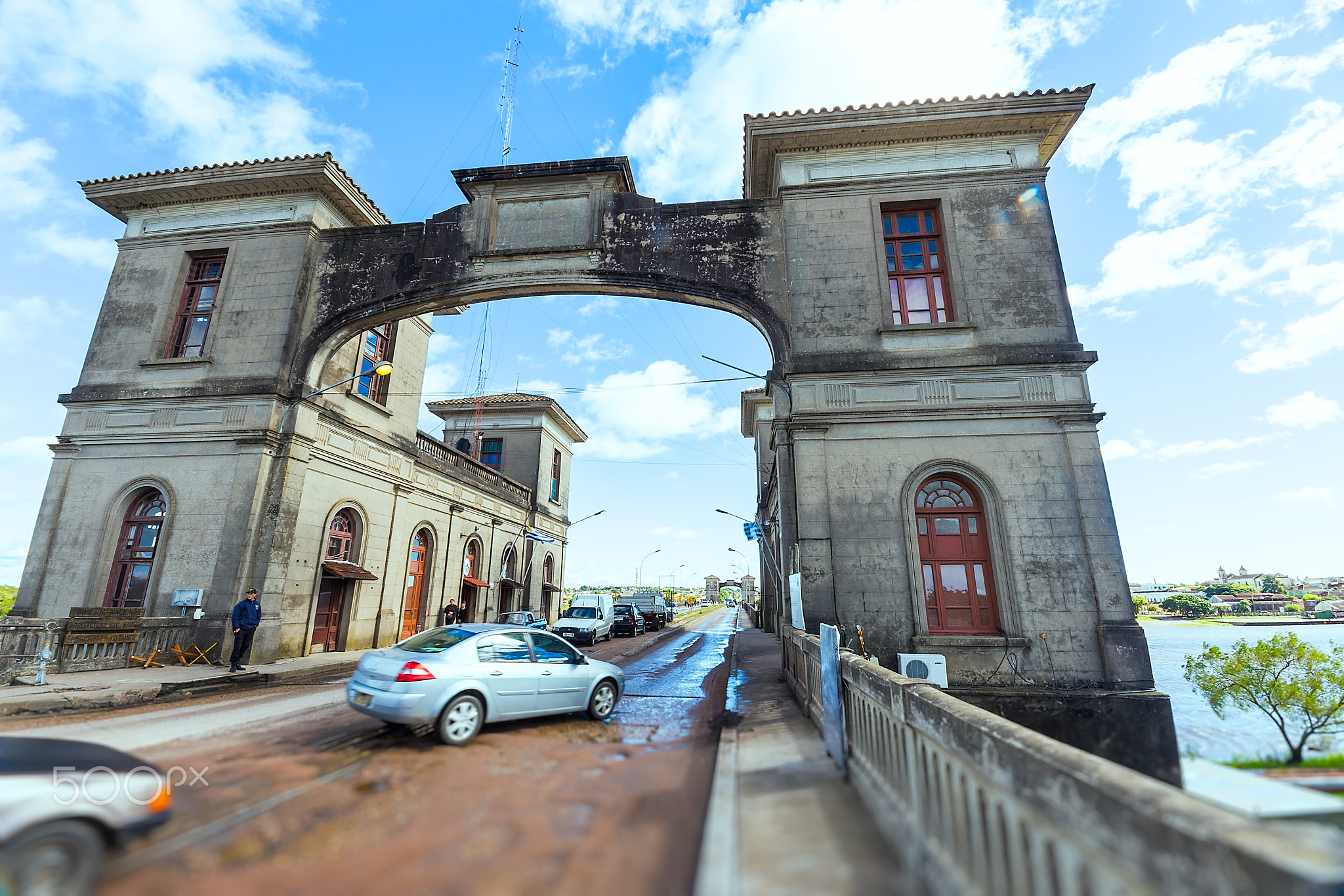
A Mauá Bárója híd brazíliai hídfője